# Pasarenan
Pasarenan is een bestuurslaag in het regentschap Sampang van de provincie Oost-Java, Indonesië. Pasarenan telt 4763 inwoners (volkstelling 2010).